# Misael Pastrana
Misael Eduardo Pastrana Borrero (Neiva, 14 de noviembre de 1923-Bogotá, 21 de agosto de 1997) fue un abogado penalista, político, diplomático, periodista, escritor y ecologista colombiano. Fue presidente de Colombia entre el 7 de agosto de 1970 y el 7 de agosto de 1974. Miembro del Partido Conservador Colombiano.
Pastrana destacó desde muy joven como político del conservatismo moderado, siendo apadrinado políticamente por el prestigioso ingeniero y empresario Mariano Ospina Pérez, quien llegó a ser presidente de Colombia en 1946, y bajo cuya tutela Pastrana se inició en el mundo de la políticaː Fue secretario de la presidencia (1949-1950), ministro de varias carteras en los años 60, y finalmente ministro de gobierno, renunciando al cargo para buscar una candidatura presidencial en 1969.
Fue elegido como presidente de Colombia entre el 7 de agosto de 1970 y el 7 de agosto de 1974, coincidiendo su período con el último cuatrienio del Frente Nacional. Pese a su afiliación al conservatismo fue un tímido progresista. En su último año de gobierno (1974) apareció el Movimiento 19 de abril (M-19), guerrilla urbana surgida del inconformismo por el presunto fraude electoral que protagonizó y que lo habría llevado a la presidencia, en 1970.
Como director del Partido Conservador, Pastrana ejerció importante influencia en el panorama político colombiano de finales de los años 80 y mediados de los 90, apoyando la candidatura de su hijo a la alcaldía de Bogotá en 1988, e impulsado la participación de su partido en la Asamblea Nacional Constituyente, que dio a Colombia la Constitución vigente. También apoyó la segunda campaña de su copartidario Álvaro Gómez Hurtado. 
Fue un influyente pensador político, siendo un activista de peso en materia ambiental. Entre sus actividades ambientales contribuyó en la creación del Grupo de Roma, y siendo presidente de su país creó el primer código ambiental de Colombia y uno de los primeros en el mundo. También destacó como expresidente, siendo el único miembro del conservatismo que había ostentado el poder, no solo en permanecer vivo, sino en mantener una importante influencia sobre las decisiones del país.

## Biografía

### Inicios
Misael Pastrana nació en Neiva el 14 de noviembre de 1923, siendo hijo de Misael Pastrana Pastrana y Elisa Borrero. Inició sus estudios básicos en Neiva en los colegios La Presentación y Santa Librada. De allí se trasladó su familia a Garzón (Huila) y finalmente se graduó como bachiller de la institución educativa jesuita Colegio Mayor de San Bartolomé de Bogotá.

#### Accidente de Santa Ana

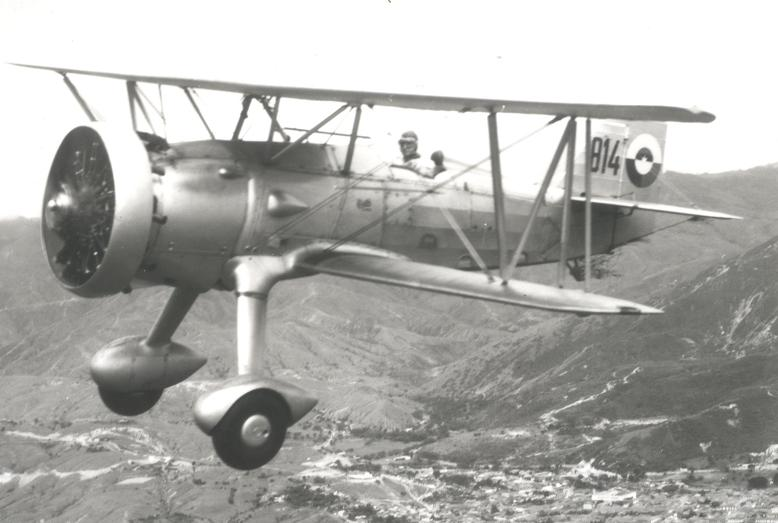
Hawk II F11C de la Fuerza Aérea Colombiana en 1932.

El 24 de julio de 1938, poco antes de terminar sus estudios, Pastrana, de 15 años en ese momento, asistió a una exhibición aérea en el Campo de Marte de Santa Ana, donde estaban presentes el presidente saliente Alfonso López y el entrante Eduardo Santos.
Pastrana sufrió heridas de gravedad durante el accidente aéreo de Santa Ana, cuando un vehículo aéreo tipo Hawk II F11C de la FAC chocó contra las gradas en donde estaban los espectadores. Las quemaduras que sufrió Pastrana a raíz del accidente afectaron sus nervios faciales, lo que derivó en una sonrisa involuntaria en su rostro. Por éste detalle sus adversarios liberales le llamaron años después como La Hiena.
La prensa escribió lo siguiente respecto del accidenteː

«El rector de San Bartolomé hace saber que exceptuando los alumnos Misael Pastrana, Humberto Rivera, Guillermo Silva y Miguel Ignacio Tobar, que sufrieron quemaduras y están hospitalizados, ningún otro de los alumnos internos ha sufrido novedad alguna y todos están recogidos y sin peligro en el plantel.»

Su convalecencia corrió por cuenta del empresario y político conservador Mariano Ospina Pérez, amigo de la familia Pastrana. De hecho el propio Ospina y su esposa Bertha Hernández le tenían un afecto especial al joven Misael, siendo Ospina clave para el posterior ascenso político del joven.
Pastrana estudió Derecho y Economía en la Pontificia Universidad Javeriana de los Jesuitas en Bogotá, donde conoció a Jorge Leyva y a Álvaro Gómez Hurtado. Se graduó el 19 de julio de 1945 con una tesis laureada cuyo tema fue El fraude Pauliano y Simulación, del área de Derecho civil.

### Vida política

#### República liberal y gobierno Ospina
Durante su estancia en la universidad, Pastrana apoyó la candidatura presidencial del disidente liberal Carlos Arango, quien buscaba hacerle frente a la campaña del liberal oficialista Alfonso López Pumarejo. Finalmente Arango perdió las elecciones de 1942 ante la poderosa maquinaria del expresidente López, quien ganó un segundo período presidencial.

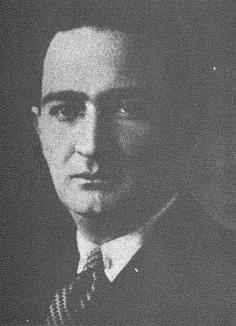
Su futuro suegro, Carlos Arango Vélez.

Derrotado Arango (quien se convirtió en su suegro), Pastrana apoyó la candidatura de su padrino Mariano Ospina, quien venció en las elecciones presidenciales a los liberales Gabriel Turbay y Jorge Eliecer Gaitán. Ospina se convirtió en una figura política influyente en la vida del joven Pastrana.  
Pastrana fue nombrado en 1947 como secretario de la embajada colombiana ante la Santa Sede para el Papa Pío XII, hasta 1948, cuando regresó a Colombia para ejercer como secretario privado del presidente Ospina. Aprovechando su estadía en Roma, Pastrana se especializó en derecho penal, en la Universidad de Roma, en 1947. En 1948 Ospina lo nombró como secretario privado de la presidencia, permaneciendo en el cargo hasta 1950, cuando Laureano Gómez lo ratificó en el cargo.
En 1951, fue nombrado por Gómez en Washington como ministro consejero de la Embajada de Colombia ante los Estados Unidos hasta 1953. En esa época fue delegado a la Conferencia de las Naciones Unidas en Nueva York. Regresó a Colombia en 1953 para ocupar la Secretaría General del Ministerio de Relaciones Exteriores. Al poco tiempo volvió a Estados Unidos a gerenciar la oficina de la Caja Agraria. Estuvo al frente del cargo hasta 1954, cuando regresó a Bogotá.

### Frente Nacional
En el primer gobierno del Frente Nacional, el gobierno del liberal Alberto Lleras Camargo lo nombró ministro de Fomento del 5 de mayo al 9 de noviembre de 1960, y posteriormente de Obras Públicas y de Hacienda de noviembre de 1960 a septiembre de 1961. Se retiró del gobierno en 1961, a los 37 años, para buscar una candidatura presidencial en el segundo período del Frente Nacional, pero al abrirse paso la de Guillermo León Valencia declinó su aspiración antes de la convención partidista, viendo como el sector laureanista se impuso sobre los demás sectores del partido. Alejado transitoriamente de la actividad política, ya que no se le dio participación durante la administración de Valencia, Pastrana retornó a la actividad pública como integrante del comité bipartidista, base de la candidatura del liberal Carlos Lleras Restrepo, primo segundo del expresidente Lleras Camargo.   
En el gobierno de Carlos Lleras Restrepo, Pastrana fue designado ministro de Gobierno de 1966 a 1968. Desde esa posición lideró ante el Congreso el debate que hizo posible la Reforma Constitucional de 1968. Orientada para reorganizar la administración del Estado y redefinir funciones de los poderes públicos. En este cargo, fue designado ministro Encargado de Justicia, Comunicaciones y Relaciones Exteriores.  
En 1968 Pastrana renunció al cargo de ministro de Gobierno y fue nombrado embajador de Colombia en Washington para el gobierno Nixon, hasta su renuncia en 1969 para buscar una nueva candidatura presidencial por su partido. 
A finales de los años 60, Pastrana, ya en el gobierno de Colombia, participó en la creación del Grupo de Roma. La organización no gubernamental, fundada en Italia en 1970 y estableció su sede en Zúrich; buscaba establecer políticas para el mejoramiento del planeta, incluyendo la problemática ambiental. También asistía a coloquios con especialistas ambientales como Marshall McLuhan, Mauricio Strong y el célebre marino Jacques Cousteau.

### Candidatura presidencial

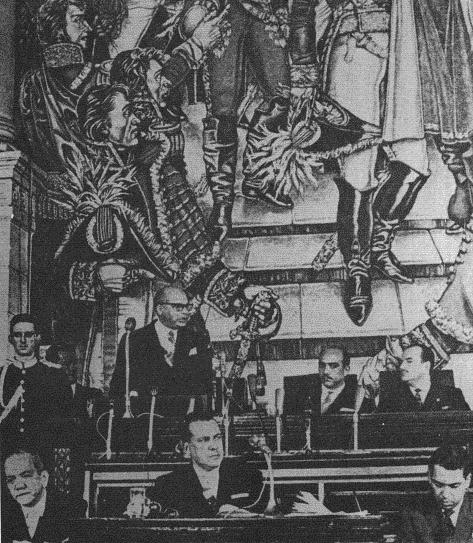
El presidente Lleras y el Congreso de Colombia, 1966.

Tras la consolidación del Frente Nacional, donde se pactó que los partidos políticos tradicionales el Conservador y el Liberal se alternarían el poder cada cuatro años, fue proclamado candidato a la Presidencia el 5 de diciembre de 1969 por la Convención Conservadora, que a su turno lo postuló ante el partido liberal, cuya convención lo aprobó por amplia mayoría, a su vez como candidato único del Frente Nacional, el 5 de noviembre de 1969.
Su designación provocó la disidencia de los otros candidatos conservadores, como Evaristo Sourdis quien aglomeraba la Región Caribe y se consideraba candidato de un frente bipartidista costeño; Belisario Betancur, apoyado por grupos de ambos partidos tradicionales, en el centro del país, de raíces laureanistas; y José Elías del Hierro, que representaba el sur del País. De hecho, en un principio, Sourdis era el favorito de Ospina para ser candidato conservador. 

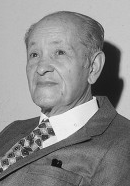
El expresidente Rojas Pinilla, su principal contendor.

Finalmente, luego de un empate entre Pastrana y Sourdis, fue el mismo Ospina quien conjuró el empate a favor de Pastrana. Luego el conservatismo solicitó al liberalismo, dirigido por Julio César Turbay, su venia para competir en nombre de ambos partidos para ser el último gobernante del Frente Nacional, y fue proclamada su candidatura en diciembre de 1969.
Pastrana se enfrentó con un reñido margen al General Gustavo Rojas Pinilla, expresidente y dirigente máximo de la ANAPO, en unas elecciones muy controvertidas por las acusaciones de fraude contra Pastrana.  Al parecer la trasmisión donde se hacía el conteo de votos se cortó misteriosamente durante la noche:

Súbitamente, el gobierno canceló la transmisión de resultados parciales y a la mañana siguiente, llegadas las informaciones de los distritos rurales, anunció el triunfo de Misael Pastrana Borrero, el candidato oficial. En un clima muy tenso el presidente ratificó este resultado oficial e impuso el toque de queda en las grandes ciudades.
(Palacios, 2003, p. 261).

Después de la controversia Pastrana tuvo que esperar hasta el 15 de junio para que su victoria fuera confirmada por la Corte Electoral de Colombia tras dos meses de revisión del proceso electoral.

### Presidencia (1970-1974)
El gobierno de Misael Pastrana rigió Colombia a principios de la década de los setenta. Inició el 7 de agosto de 1970 y finalizó el 7 de agosto de 1974. Fue precedido por  el gobierno de Carlos Lleras Restrepo y sucedido por el gobierno de Alfonso López Michelsen.
Como presidente, Misael Pastrana enfrentó la tragedia de Quebrada Blanca, el Paro nacional universitario en Colombia de 1971, creó el sistema monetario del UPAC y el UPV, frenó la reforma agraria con el Pacto de Chicoral, y presenció el surgimiento de la guerrilla urbana M-19, que le hizo oposición, y los enfrentamientos con los esmeralderos que dieron la pauta para la creación de Esmeracol.
Durante su gobierno, creció considerablemente la exportación de manufacturas y se impulsaron las obras públicas. Se pavimentaron 2.300 kilómetros de carreteras, se terminó la Troncal Occidental, se construyeron aeropuertos y se inauguró la Central de Abastos de Bogotá (Corabastos).También dio impulso a la "colombianización del patrimonio del país", política de devolución de los yacimientos de explotación de petróleo por parte de las empresas petrolíferas a Colombia, y en materia internacional negoció con Venezuela la delimitación de sus territorios.
Durante su presidencia, Pastrana creó el Código de Recursos Naturales, un compendio de normas que buscaban la protección del medio ambiente colombiano, el primero de su clase en Hispanoamérica y uno de los más antiguos del mundo. El código evolucionó hasta que en 1993 se creó el Ministerio del Ambiente, el ente encargado de vigilar estos asuntos en Colombia. Afirmaba que la pobreza en su país era un factor importante para la contaminación, dado el mal uso de los recursos naturales.

#### Gabinete ministerial
Tomó posesión el 7 de agosto de 1970. El lema de su mandato fue "Frente Social, Objetivo el Pueblo". Basó su gobierno en su plan de desarrollo llamado Las Cuatro Estrategias, que fue diseñado con el profesor Lauchlin Currie quien fue su asesor en política económica, entre 1970 y 1974.
Dentro de los ministros del gobierno de Pastrana se encontraban Roberto Arenas Bonilla, Luis Carlos Galán Sarmiento (el ministro más joven de la historia de Colombia) y otros políticos jóvenes. Ejecutó lo que llamó "la colombianización del patrimonio del país" con la intervención en empresas petroleras propiedad de multinacionales, y la reglamentación de la inversión extranjera en la banca.

#### Economía y hacienda

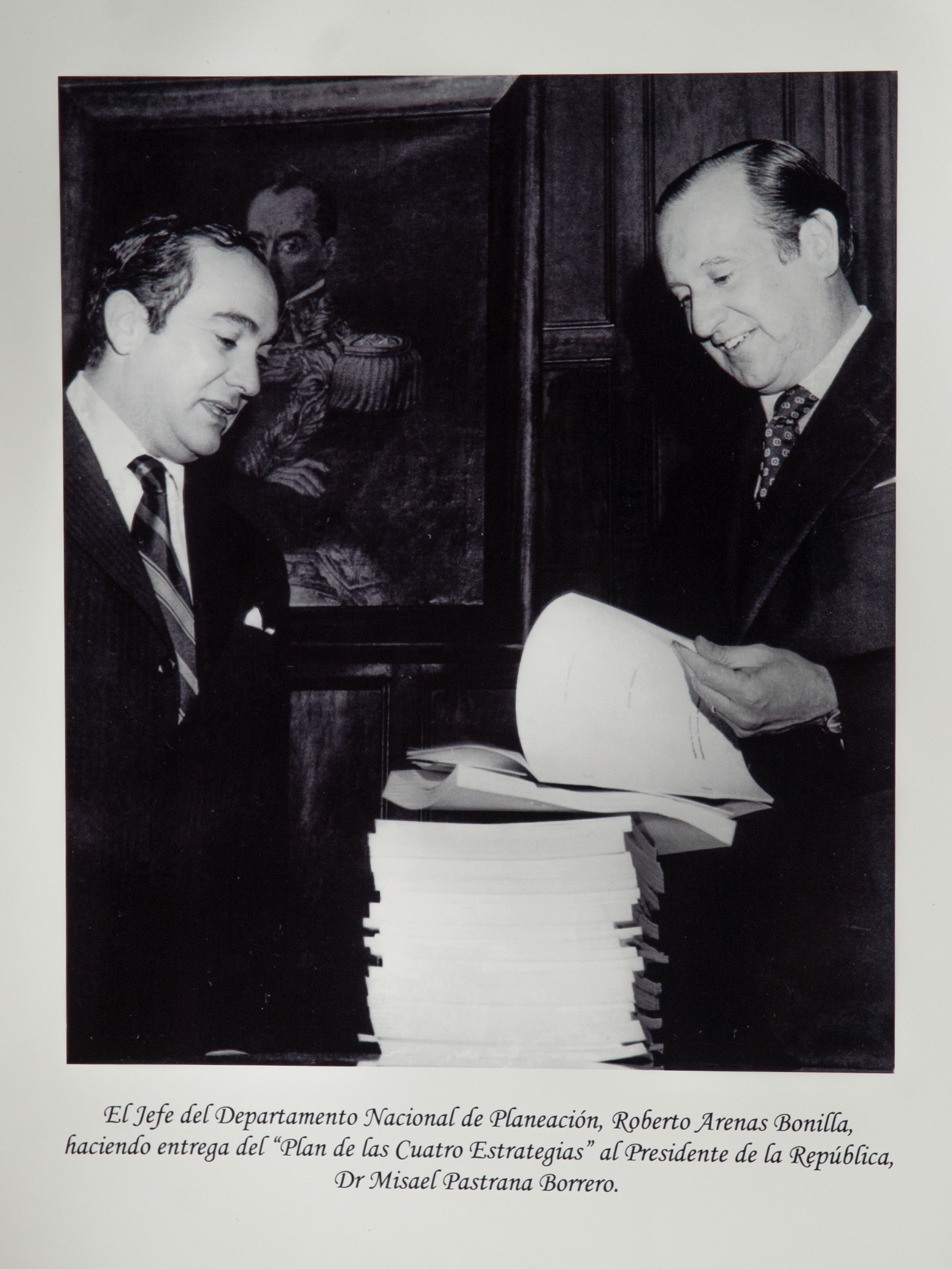
Pastrana con su ministro de Gobierno, Roberto Bonilla

Desarrolló el plan de desarrollo denominado Las cuatro estrategias, para el crecimiento urbano, el alza en las exportaciones, mejorar la productividad agraria con el Plan de Desarrollo Rural Integrado (DRI) y la distribución. Durante su gobierno se creó el sistema de la Unidad de Poder Adquisitivo Constante (UPAC) de ahorro para vivienda, mediante el Decreto 667 de 1972, que fue modificada posteriormente en el gobierno de su hijo Andrés Pastrana.
En materia bancaria, se dio la nacionalización del Banco de la República en 1973, por medio de la Ley 7 y el Decreto 2617, con lo cual el gobierno colombiano empezó a controlar los asuntos de la banca nacional de forma directa. También se creó el Banco de los Trabajadores, con auxilios internacionales obtenidos por la Unión de Trabajadores de Colombia,
Por otro lado, las exportaciones de manufacturas crecieron de 98.8 millones de dólares a 526.1 millones;[cita requerida] fue la primera vez que la mediana y la pequeña industria superaron las exportaciones de café, se generaron un millón de nuevos puestos de trabajo.

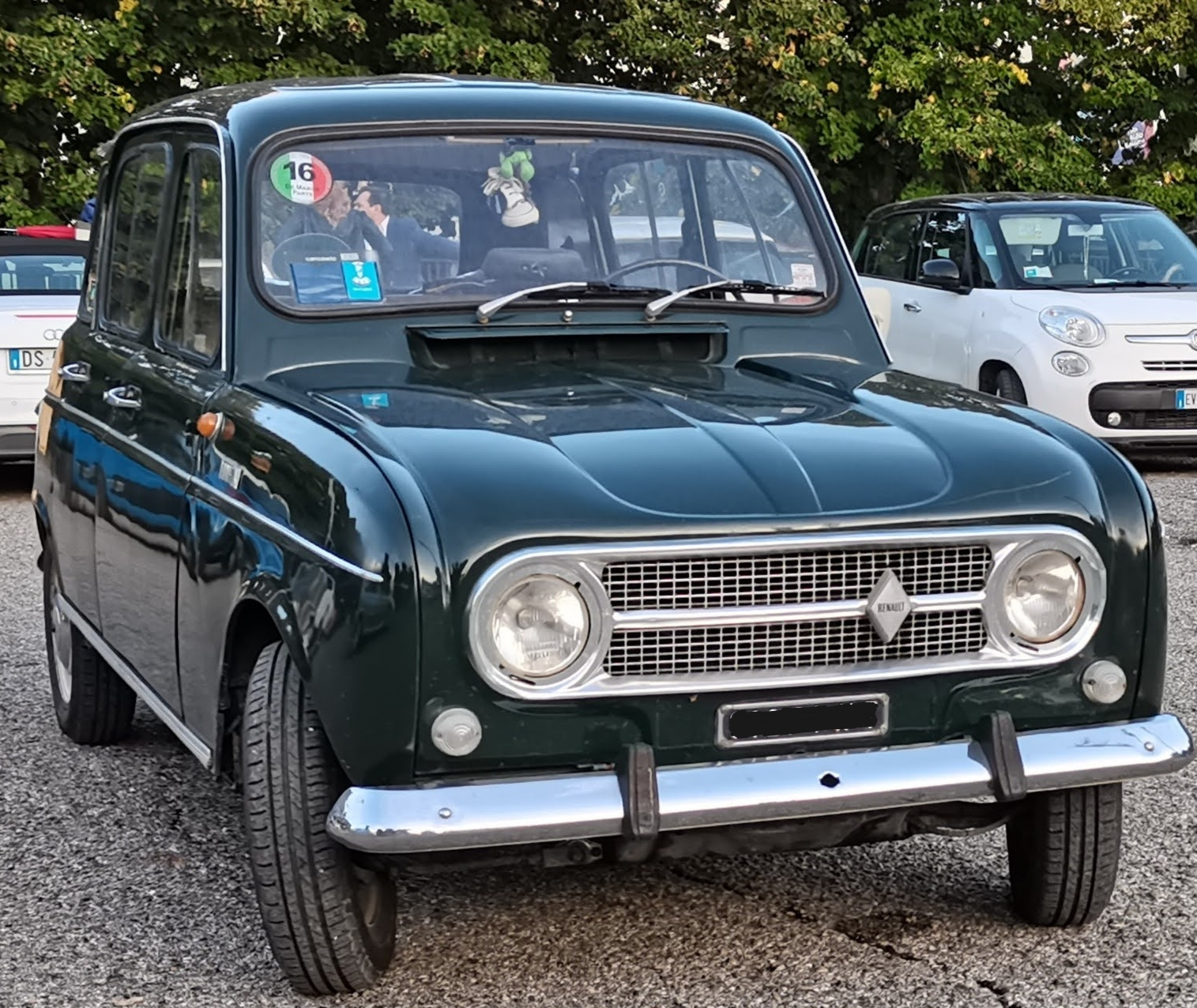
Ejemplar de un Renault 4 L, uno de los modelos más popularres de vehículos en Colombia, que se hicieron famosos a principios de los años 70.

En materia de hidrocarburos, en su gobierno se dio la privatización de la producción petrolera, pues las empresas estadounidenses Colpet, Sagog y Gulf comenzaron a devolver las concesiones que se les había otorgado décadas antes para la extracción en Orito (en el Amazonas colombiano). Por su parte Shell y Texaco también reinvirtieron sus concesiones con el gobierno, quien renegoció las condiciones en nuevos yacimientos como los de las costas de Cartagena (en el Caribe) y Tumaco (en el Pacífico). También sentó las bases para la creación del gigantesco yacimiento de carbón El Cerrejón en 1976.
La ensambladora de automóviles Sofasa, que llegó a Colombia de la mano del antecesor de Pastrana a finales de 1969, inició operaciones en el municipio de Envigado en el departamento de Antioquia y el primer vehículo que se ensambló fue el Renault 4, de origen francés. Este vehículo se convirtió con los años en el carro familiar por excelencia de los colombianos, ya que le permitió a las familias acceder por medio de créditos a autos de esta referencia.

##### Fin de la Reforma Agraria
Estuvo enfrentado con la Unión de Trabajadores de Colombia (UTC), los movimientos sindicalistas y estudiantiles de los años 70, la Asociación Nacional de Usuarios Campesinos (ANUC), creada en 1968 por Lleras Restrepo y sus miembros invadieron predios privados para ejercer presión en el gobierno sobre la adjudicación de predios. Los terratenientes y el gobierno respondieron con el Pacto de Chicoral, que puso fin a la reforma agraria iniciada por su predecesor Carlos Lleras Restrepo.
Pastrana realizó el Pacto de Chicoral con terratenientes, ganaderos y hacendados, lo que frenó los avances logrados en la reforma agraria. Así mismo se opuso a los avances de la Asociación Nacional de Usuarios Campesinos (ANUC), sustituyendo la redistribución de tierras por colonización de terrenos baldíos, es decir, la colonización de tierras sin dueño propiedad del Estado, impulsadas por el Instituto Colombiano de la Reforma Agraria (Incora).

#### Sociedad
Respecto de la seguridad social amplió el régimen de pensiones para las viudas y los hijos huérfanos, y para los periodistas, que no contaban hasta ese entonces con derecho a pensionarse. También creó un concejo para centralizar el sistema de subsidios familiares, inició el sistema del médico para las familias y lo extendió a los trabajadores agrarios e independientes o contratistas. Igualmente creó un plan nacional de alimentación para la infancia, a través de centros comunitarios que prestaban éstos servicios.
En 1973 impulsó una reforma constitucional para la adopción del voto desde los 18 años, ya que hasta ése momento sólo podían ejercer ése derecho los mayores de 21 años. La reforma no prosperó y sólo pudo ser aprobada durante el gobierno de López Michelsen, en 1975, año en que también se rebajó al edad de la mayoría de edad a los 18 años.
Enfrentó la tragedia de Quebrada Blanca pocos días antes de entregar el cargo. Sucedió como un derrumbe en la vía Bogotá-Villavicencio, causado por las condiciones climatológicas extremas y frecuentes de la zona, dejando un saldo de 500 personas muertas, ya que la vía afectada se encontraba en funcionamiento pleno. La tragedia ocurrió precisamente el 28 de junio de 1974, días antes de dejar su cargo. Los derrumbes en la zona siguen sucediendo con frecuencia en Colombia.

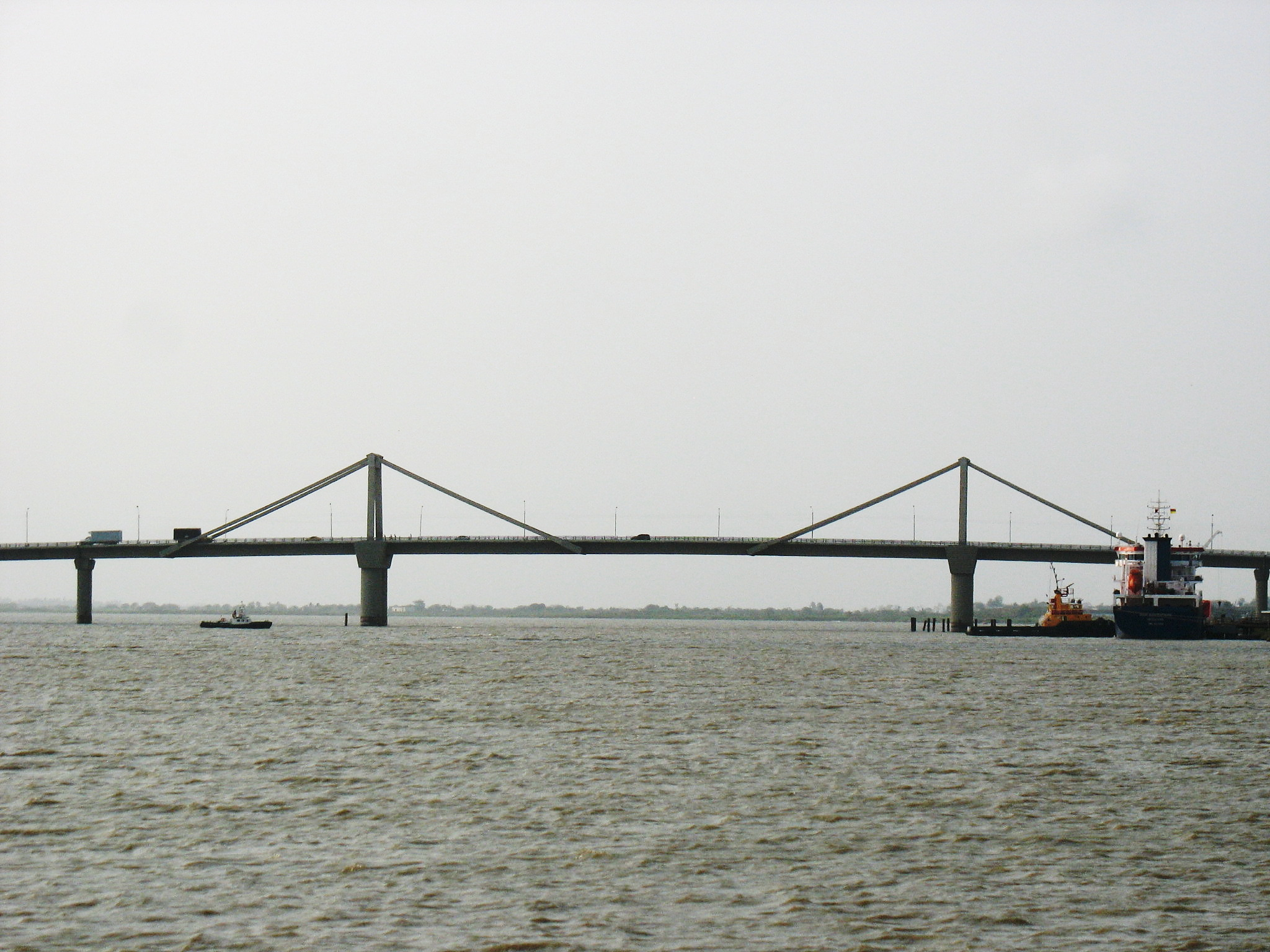
Puente Pumarejo, 2008

#### Obras
Pastrana impulsó la remodelación del Aeropuerto de El Dorado de Bogotá, y la construcción de los aeropuertos de Bucaramanga (Palonegro), de Leticia (Alfredo Vásquez Cobo), de Montería (Los Garzones) y de Pitalito (Huila; Contador), además de la construcción de 14 nuevas pistas de aterrizaje para aeropuertos ya existentes.
Ordenó así mismo la construcción del Puente Monumental de Barranquilla, que se llamó oficialmente Puente Laureano Gómez (conservador), pero que coloquialmente siempre se denominó Puente Alberto Pumarejo, importante hombre de negocios de la región, emparentado con la familia López. El puente fue inaugurado el 6 de abril de 1974.

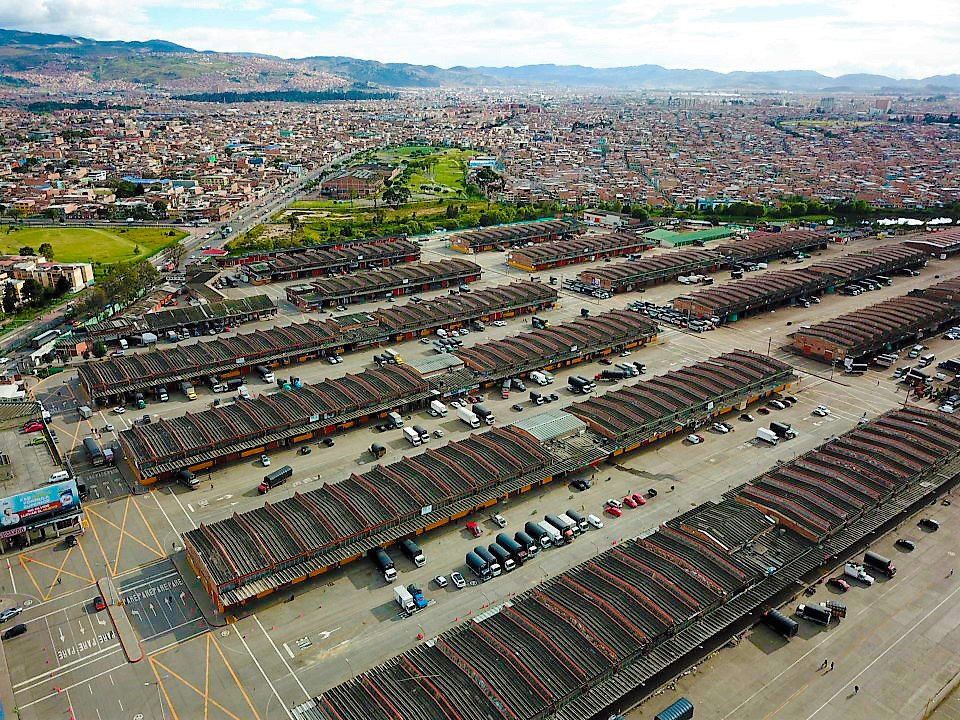
Corabastos, la mayor central de abasto de Colombia, abierta el 20 de julio de 1972. Foto de 2019.

Respecto de la economía nacional es importante la mención de Corabastos, la mayor central de abastos de Colombia y una de las más relevantes en la región, que fue inaugurada el 20 de julio de 1972. La central fue creada a partir de las plazas de mercado de Bogotá, y se constituyó como sociedad anónima en el sector de Kennedy, donde se encuentra actualmente.

#### Seguridad y conflicto armado
Como parte del conflicto armado interno en Colombia, el gobierno Pastrana ejecutó la Operación Anorí en Antioquia en 1973 contra la guerrilla marxista del ELN. Para mejorar el nivel operativo de las fuerzas armadas se adquirieron aviones franceses Mirage 5 para la Fuerza Aérea Colombiana y dos submarinos alemanes para la Armada Nacional, ambas adquisiciones en 1972.

##### Primera guerra verde

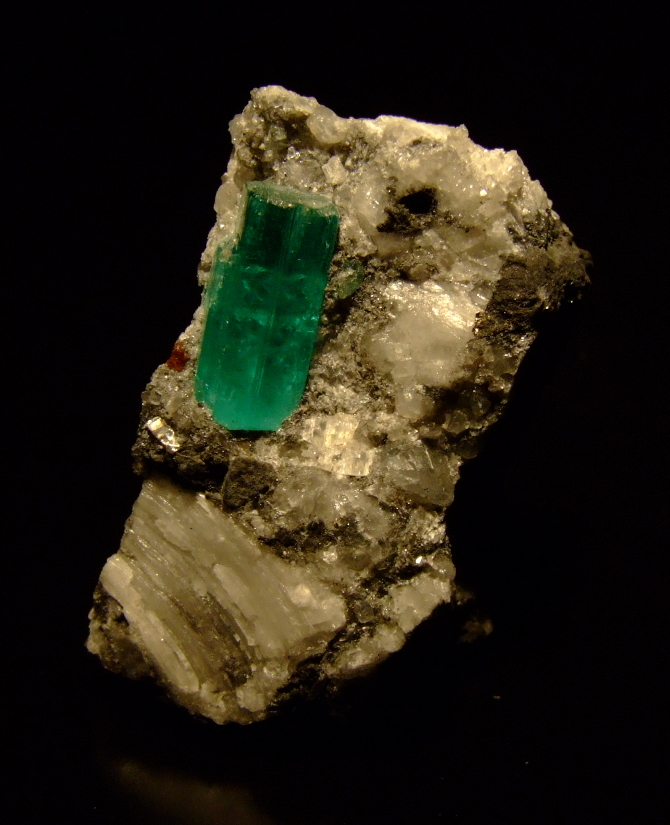
Esmeralda de Muzo, Boyacá

Pastrana también intentó sin éxito enfrentar los violentos conflictos entre los esmeralderos de Boyacá que databan desde 1965. En 1971 fue abatido uno de ellos: Humberto Ariza "El Ganso". El saldo final del conflicto fue de 1.500 muertos que dejó la llamada Primera guerra verde.
Imposibilitado de actuar contra los esmeralderos y sus sangrientas vendettas, y presionado por éstos para que diera el control de las minas a los particulares (pues los jefes de las esmeraldas contribuyeron a la campaña presidencial oficialista), Pastrana cerró las minas (propiedad del Estado) y estableció un sistema de licitaciones para adjudicación de las zonas esmeralderas en 1973.
No fue sorpresa que todas las concesiones las ganaran los zares de la esmeralda, responsables de las guerras por el control de las minas: Esmeracol de Juan Beetar Dow y Benito Méndez Silva, Tecniminas de Gilberto Molina y Víctor Carranza y Coexminas de Julio Roberto Silva. La solución fue beneficiosa hasta que por los nexos con el narcotráfico los esmeralderos volvieron a enfrentarse años después, en 1975.  Se afirma que Pastrana fue clave, ya como expresidente, para la adjudicación de las minas de Muzo a favor de Carranza, durante el gobierno de López Michelsen.

##### Fundación del M-19

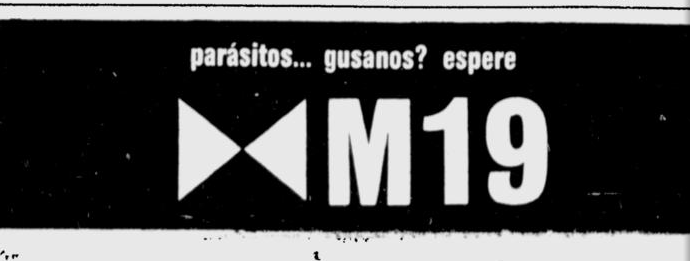
Cartel publicitario M19. Periódico El Tiempo, enero de 1974.

Salvo algunas confrontaciones con el ELN, el gobierno de Pastrana no tuvo inconvenientes de seguridad importantes, hasta que en enero de 1974 apareció el Movimiento 19 de abril (M-19), que por medio de pautas publicitarias en la prensa nacional generó expectativa entre la población pues se presentaba como un remedio contra "la falta de memoria y los gusanos".
El 17 de enero de 1974 ese grupo realizó el robo de la espada de Simón Bolívar de su lugar de exhibición, en la casa museo Quinta de Bolívar, dándose a conocer ante el país y el mundo como una guerrilla nacionalista y bolivariana.
La guerrilla surgió a raíz de la victoria no exenta de acusaciones de fraude de Pastrana sobre Rojas Pinilla durante las elecciones de 1970. La organización guerrillera se fundó en 1973, con varios miembros de la ANAPO y militantes de varias corrientes políticas, exmiembros de las FARC, entre otros proyectos revolucionarios. Sus líderes fueron el exmilitante del MRL (Movimiento fundado por López Michelsen), de las FARC y líder estudiantil, Jaime Bateman, y su compañero de estudios, el psicólogo de la Universidad Nacional, Álvaro Fayad entre otros.

#### Relaciones exteriores

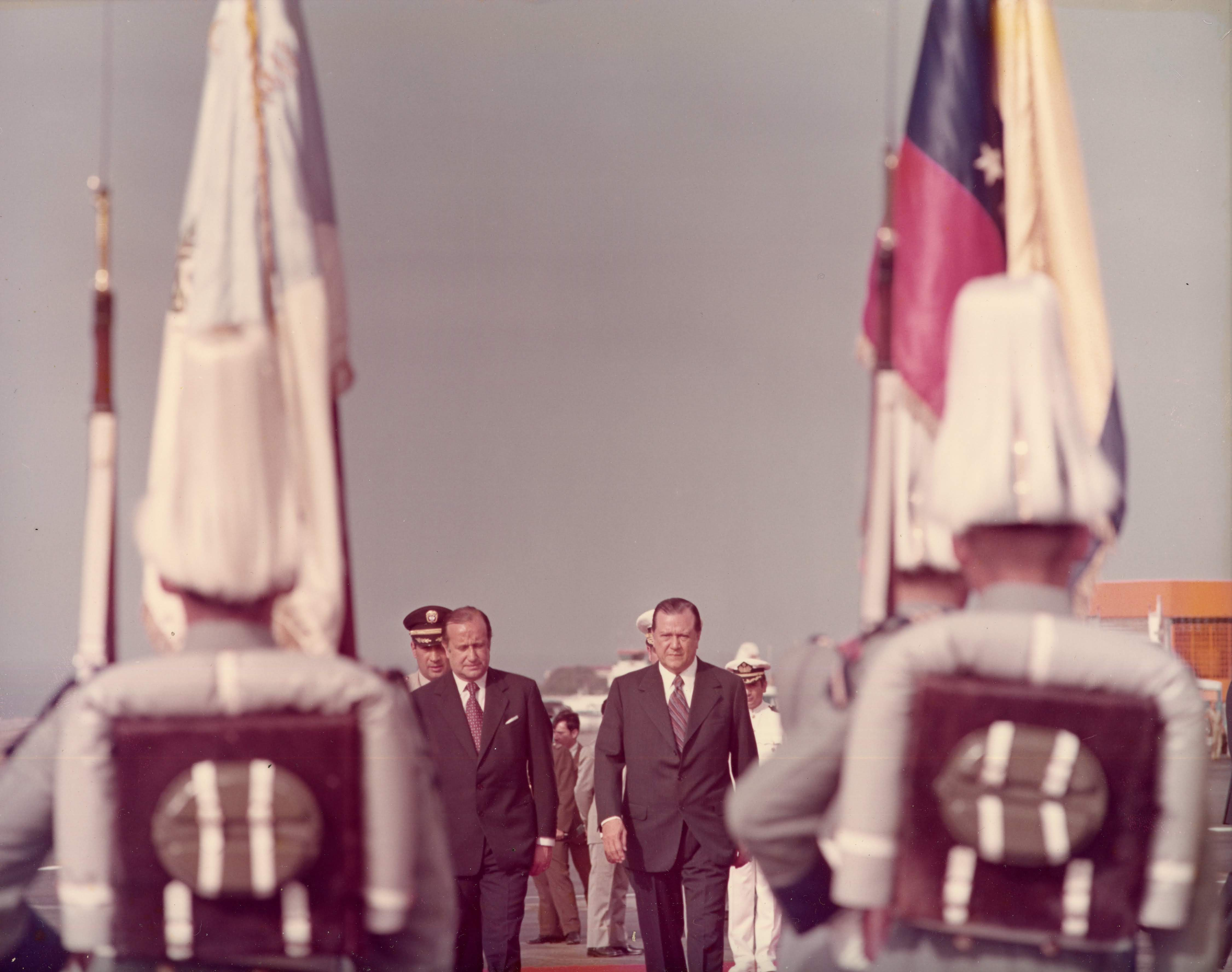
Pastrana junto al presidente venezolano Rafael Caldera, en la conmemoración del Sesquicentenario de la Batalla Naval del Lago de Maracaibo. 24 de julio de 1973.

La administración Pastrana adelantó conversaciones con el presidente de Venezuela, Rafael Caldera, sobre la delimitación de áreas marinas y submarinas, que aún continua en litigio internacional. Pese a las controversias Pastrana visitó Venezuela el 23 de julio de 1973 para la celebración del sesquicentenario de la batalla del Lago de Maracaibo, y Caldera visitó Bogotá en 1974.
Pastrana también entabló negociaciones con la Santa Sede para la reforma del Concordato de 1887, pese a que no se llegaron a acuerdos satisfactorios sobre el estado civil de las personas relacionados con la actividad notarial de la Iglesia en Colombia.
En abril de 1972, Pastrana se convirtió en el primer presidente colombiano en negar la extradición de un narcotraficante colombiano a los Estados Unidos, a pesar de que el problema del narcotráfico no era tan grave como lo fue en los años 80. Se trató de José Álvaro Córdoba Bojassen, quien era vicecónsul en Estados Unidos, y se aprovechó de su posición para favorecer el ingreso a ese país de cocaína, con destino a Nueva York. El hecho derivó en que no se solicitara la extradición de colombiano sino hasta que se reformó el código penal de 1936 en 1980. Pese a ello, no llevó mañas relaciones con su homólogo de la época, Richard Nixon.

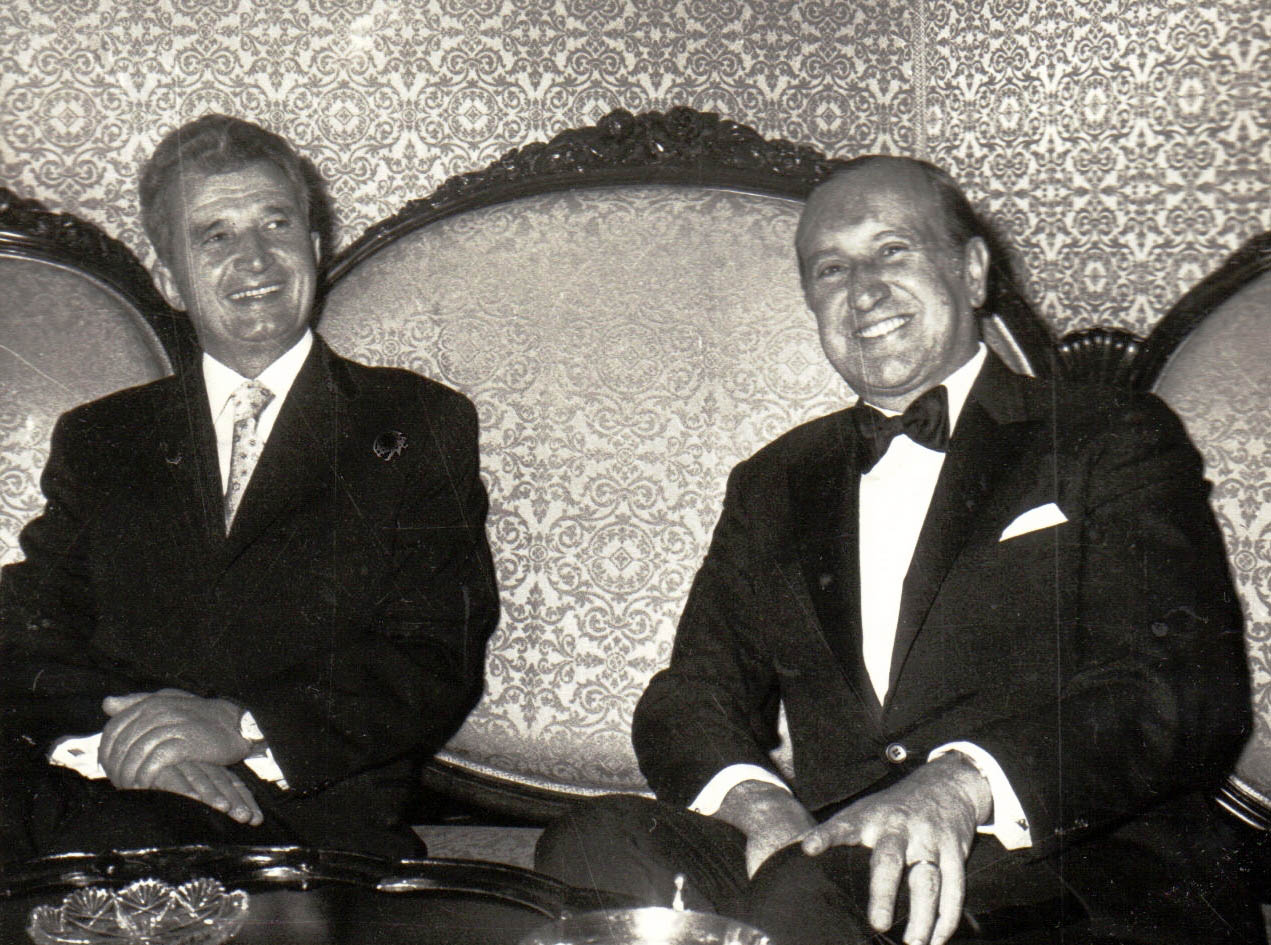
Nicolae Ceauşescu con Pastrana, durante la visita del rumano a Colombia. Septiembre de 1973.

En septiembre de 1973, un mes después de cumplirse el tercer año de su mandato, Pastrana recibió en Bogotá al presidente del Consejo de Estado y jefe de Gobierno de Rumania, el líder comunista Nicolae Ceauşescu, quien estaba de gira por Latinoamérica, pasando también por Cuba, Costa Rica, Venezuela, Ecuador, Perú y Chile. Sin embargo el golpe de Estado en Chile del 11 de septiembre hizo que Ceauşescu pasara de largo y regresará a su país.
Dos años antes, el 1 de septiembre de 1971 Pastrana recibió en visita oficial precisamente a Salvador Allende, presidente de Chile (y contra quien se fraguó el Golpe de Estado de 1973 durante la visita de Ceauşescu a Colombia). La visita sin embargo no estuvo exenta de controversias. La visita luego fue recogida en el discurso que su hijo Andrés Pastrana pronunció en Santiago, durante una cena en honor al presidente Ricardo Lagos, en octubre de 2000. La anécdota incluye un fragmento de lo dicho por Pastrana Borrero ese 1 de septiembre de 1971:

"Pareciera que la distancia interpuesta por la geografía entre nuestras naciones estuviera compensada por nuestra aproximación en el culto de unos ideales que han inspirado el discurrir republicano de nuestras gentes y, como colombiano, me complace intuir que serán más vigorosos, sinceros y profundos"
Misael Pastrana, Bogotá, 1971

Por su parte Allende afirmó:

"Estoy aquí no como representante de un movimiento político sino como el presidente de los chilenos”
Salvador Allende, Bogotá, 1971

#### Controversias

Bandera de la Anapo.

Su elección fue controvertida, ya que el 19 de abril de 1970 (el día de los comicios presidenciales) resultó elegido tras la interrupción del conteo oficial que se estaba transmitiendo por vía radial esa noche. Los que acusan a Pastrana de fraude, en su mayoría aglutinados en la Alianza Nacional Popular (ANAPO), informan que el conteo oficial daba como ganador al rival populista Gustavo Rojas Pinilla. El consolidado final sólo se pudo conocer días después, luego de intensas protestas que llevaron al presidente Lleras a declara estado de sitio. El propio Pastrana declaró turbado el orden por medio del decreto 250 de 1971. 
Su decisión de adjudicar por licitación pública las minas de esmeraldas de Boyacá tampoco estuvo exenta de la controversia: Se dice que Pastrana era amigo personal de uno de los socios de Esmeracol, Juan Beeter Dow, quien lo relaciona a su vez con Gilberto Molina y Víctor Carranza, amigo de Ospina Pérez y su esposa. De esta manera la decisión de terminar con el control estatal de las minas se vio empañada por los nexos de los esmeralderos con Pastrana, quien recibió 20 millones de pesos para su campaña presidencial de 1970.
Se entrevistó con el entonces presidente de Chile Salvador Allende, durante visita oficial de este último a Colombia, también en 1971, lo que le ganó críticas por la abierta inclinación comunista del chileno, y la simpatía que generó su llegada entre sectores de izquierda y el ala radical del Partido Liberal colombiano. Así mismo, Pastrana presentó una reforma de educación superior el mismo año de la llegada de Allende, lo cual generó una crisis educativa que obligó a su ministro a aprobar el cierre de 8 universidades a nivel nacional.
Se le acusó de negligencia en la tragedia de Quebrada Blanca porque se negó ordenar el cierre de la vía, ya que según se informa lo consideró como un asunto de poca prioridad. Al parecer fue por el poco interés que tuvo en el asunto que el derrumbe generó las muertes que se dieron, ya que el desastre natural ocurrió durante el tránsito de vehículos.

### Pospresidencia

#### Años 70

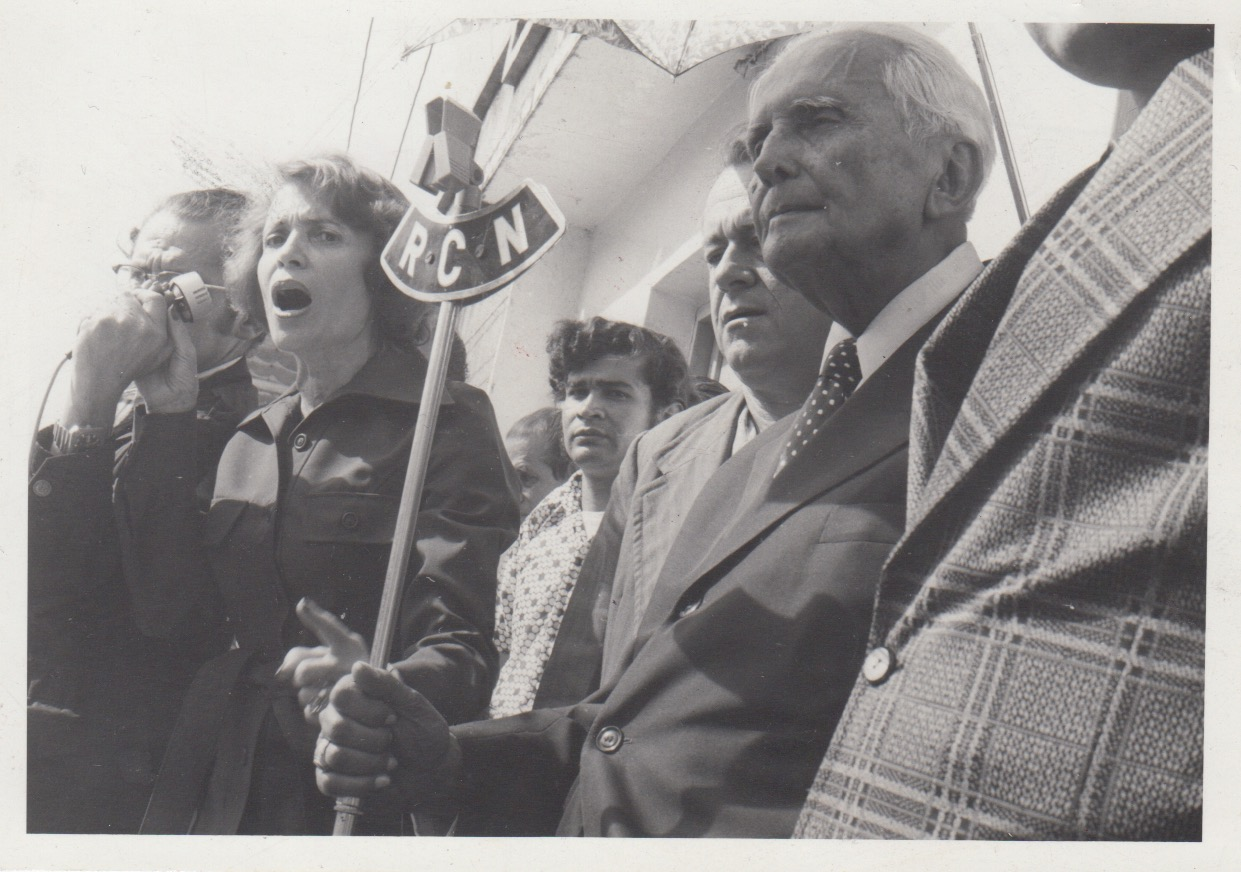
Ospina Pérez en gira política a mediados de los años 70. Foto del archivo privado de Olga Duque de Ospina.

El 7 de agosto de 1974 Pastrana entregó el poder al liberal Alfonso López Michelsen, luego de que el candidato de su partido Álvaro Gómez Hurtado, y la hija de su rival en 1970, María Eugenia Rojas, perdieran las elecciones contra Michelsen. Fue así como terminó el período del Frente Nacional, y de hecho, la victoria de Michelsen se dio por la abierta oposición del sistema que hizo éste político liberal durante los 16 años de alternación. 
Dos años después de finalizar su mandato, en 1976, Pastrana fue elegido como director único del Partido Conservador ante la muerte del líder oficialista Mariano Ospina Pérez, quien asumió las banderas del partido unificado cuando Laureano Gómez falleció en 1965. Solo fue hasta este año y bajo estas condiciones cuando Pastrana cobró fuerza en su partido, pues dejó el poder con una imagen desfavorable. En esta época comenzó también a colaborar como columnista en diversos medios. 
Fundó, el 24 de enero de 1977, la revista Guion, de la que fue gerente su hijo Andrés; en 1988 el diario la Prensa, escribió varios libros, entre ellos Colombia: vocación bipartidista en un siglo de historia (1984), y fue presidente, en varias oportunidades, del Directorio Nacional Conservador. Como director del partido unificado, Pastrana se asoció con la viuda de Ospina, Bertha Hernández de Ospina y juntos ejercieron fuerte influencia en las candidaturas presidenciales de los conservadores, apoyando sucesivamente las campañas de Belisario Betancur (1978 y 1982), Álvaro Gómez Hurtado (1986), y luego la de su hijo Andrés Pastrana (1994).

#### Años 80
Pastrana fue miembro fundador del Interaction Council (un grupo de exjefes de estado y de gobierno de las Naciones Unidas para tratar grandes temas del mundo y presentar recomendaciones a los gobiernos, relacionados con la ecología y los recursos naturales) y desde allí se dedicó a dar conferencias relacionadas con el medio ambiente y de sus logros en éste campo cuando fue presidente.
En 1982 apostó por la tercera candidatura presidencial de Belisario Betancur, quien se enfrentó contra el expresidente Alfonso López Michelsen y el disidente liberal Luis Carlos Galán (figura clave de la política colombiana durante esa década). Betancur obtuvo la victoria en la contienda electoral; tras esa victoria se encontraba Pastrana, ejerciendo una abierta influencia sobre el nuevo gobierno, llegando a ser calificado en su momento por la revista Semana como el segundo hombre más poderoso del país, llegando incluso a especularse su postulación para un segundo mandato presidencial. De hecho llegó a decir para la televisiónː

"De no ser el único (ex)presidente conservador vivo las cosas serían diferentes"
Misael Pastrana, 1984

En 1985, Pastrana apoyó la postulación de Álvaro Gómez Hurtado como candidato del conservatismo a la presidencia, pero a raíz de los ataques desbordados que Gómez ejerció en campaña contra el candidato oficialista del liberalismo, Virgilio Barco, y a los problemas del gobierno de Betancur durante 1985, el conservatismo perdió el poder, y los liberales barrieron en las elecciones.
Barco, desde el 7 de agosto de 1986, estableció un esquema de gobierno-oposición, dejando a los conservadores fuera de todas las instituciones de poder. Pastrana entonces enfocó sus esfuerzos en ser opositor abierto del gobierno, pese a que se le vio en varias ocasiones visitando Casa de Nariño, ya que era considerado por Barco un consultor importante, dada su calidad de expresidente y líder de la oposición.

##### Secuestro de su hijo Andrés y alcaldía de Bogotá (1988)
En la tercera semana del mes de enero de 1988, Pastrana enfrentó el secuestro de su hijo Andrés a manos de Pablo Escobar y el Cartel de Medellín. Pastrana Arango estaba en su sede de campaña, ya que estaba compitiendo por el conservatismo a la Alcaldía de Bogotá. El secuestro causó gran conmoción nacional, dado que Andrés era un periodista curtido y gozaba de carisma y aceptación amplia en esa época.
Pastrana fue liberado días después, el 25 de enero, gracias a la intervención de un viejo amigo del expresidente Pastrana, el esmeraldero Víctor Carranza, quien ejerció presión en los narcotraficantes para que Pastrana fuera dejado indemne en su cautiverio, además de la presión del gobierno, que desplegó un operativo para su rescate. 
Luego del incidente Pastrana Arango fue elegido alcalde de Bogotá en marzo de 1988, siendo el primer alcalde de Bogotá elegido por voto popular luego de la reforma constitucional de 1987. Pastrana Arango estuvo en el cargo hasta 1990. Su padre lo estuvo asesorando durante su gobierno, pero no logró repetir la victoria de los conservadores, ya que el electo alcalde fue el liberal Juan Martín Caicedo Ferrer.

#### Años 90

##### División del Conservatismo y elecciones

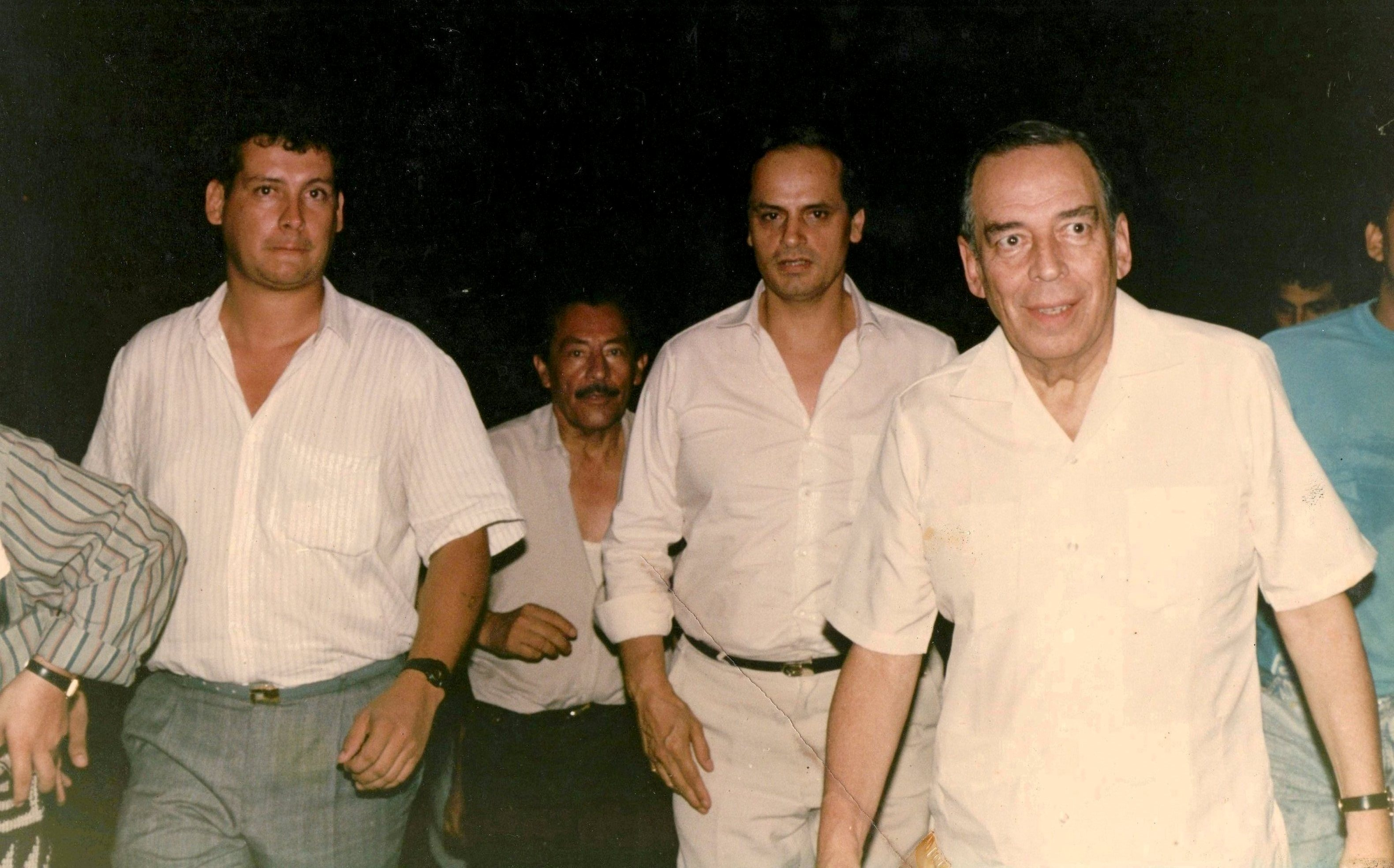
Su otrora aliado, Álvaro Gómez, generó una escisión fuerte en el conservatismo, logrando imponerse sobre el pastranismo en las elecciones presidenciales de 1990.

A finales de los años 1980 los conflictos derivados del Frente Nacional llevaron a la división del partido en las vertientes ospinista y laureanista. Misael Pastrana recogió las banderas de Ospina Pérez (de quien era ahijado), mientras que el hijo de Laureano Gómez, Álvaro Gómez tomó las banderas laureanistas. Fue así como en 1990, Gómez Hurtado, en abierta disidencia contra Pastrana fundó el Movimiento de Salvación Nacional, con el apoyo de disidentes liberales como Carlos Lleras de la Fuente, hijo del expresidente Lleras.
Para las tortuosas elecciones presidenciales de 1990 (en la que cayeron asesinados tres candidatos) Pastrana apoyó la candidatura de su copartidario, el empresario caleño Rodrigo Lloreda, quien fue derrotado en un cuarto lugar, por el liberal César Gaviria, quien recibió las banderas de Luis Carlos Galán (quien fue asesinado en 1989 en un acto de campaña). Por encima de Lloreda quedaron Álvaro Gómez por el MSN y Antonio Navarro Wolff de la ex-guerrilla M-19. Ese hecho mostró que el conservatismo era frágil.

##### Asamblea Nacional (1990-1991)
Como líder de su partido Pastrana se presentó como candidato a la Asamblea Nacional Constituyente de 1991 (de la que también fue artífice), y resultó elegido como uno de los constituyentes más votados de la jornada electoral del 9 de diciembre de 1990, siendo el único expresidente en participar directamente en la Asamblea, ya que el liberal Carlos Lleras, su antecesor, lo hizo a través de su hijo mayor Carlos Lleras de la Fuente. A pesar de su numerosa votación, su rival disidente barrió con las elecciones, siendo determinante este evento en la conformación de la Asamblea.

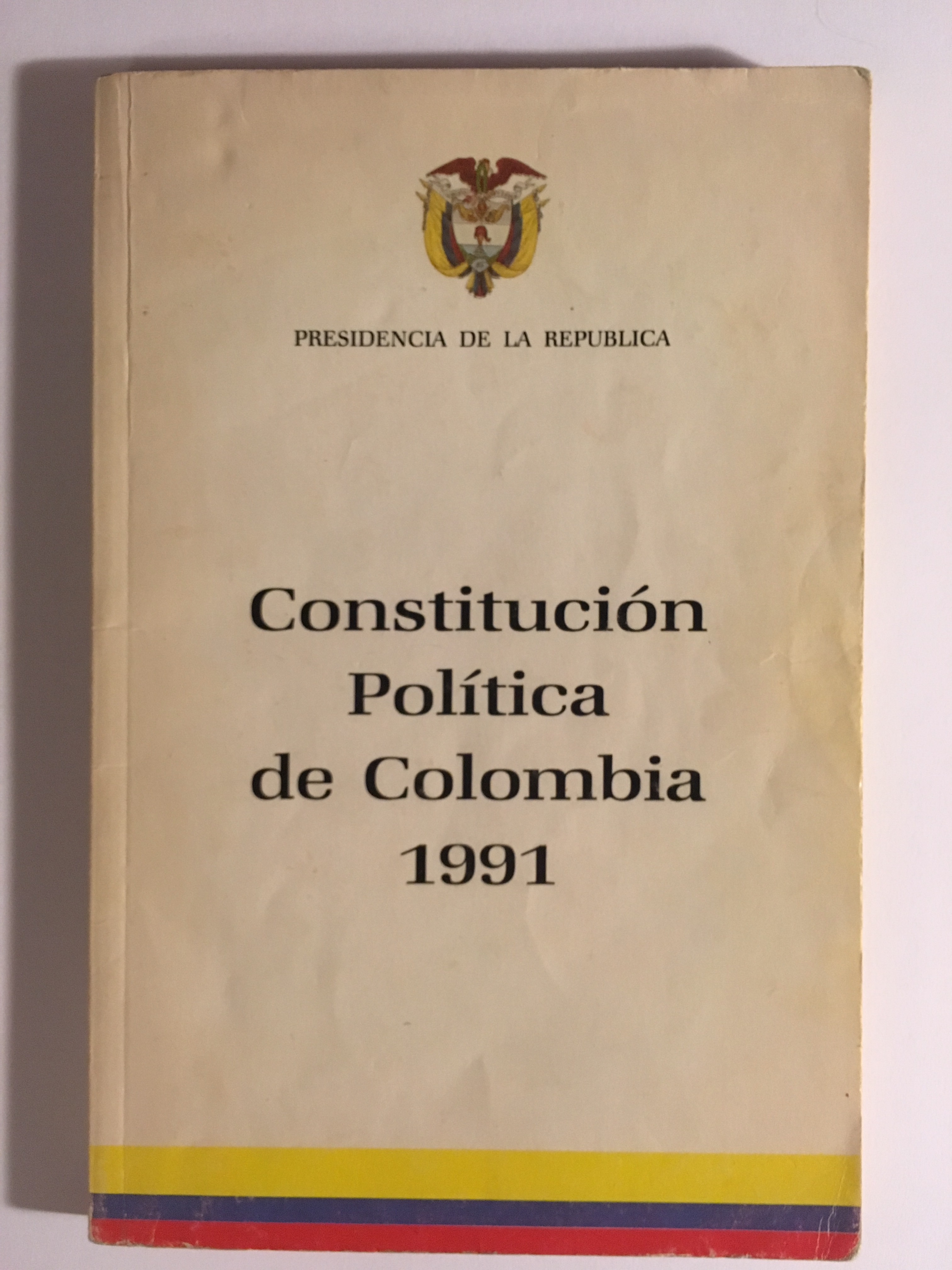
Ejemplar de la primera edición de la Constitución Política de Colombia, 1991.

Fue excluido del parto tripartito en el que los representantes más votados se repartieron la presidencia de la Asambleaː Antonio Navarro (AD M19), Horacio Serpa (Liberal) y Gómez Hurtado (MSN); pese a esa derrota su participación fue activa, siendo uno de los impulsores de los artículos ambientales en la Constitución de 1991.
Inesperadamente Pastrana abandonó la Asamblea en abril de 1991, porque no estaba de acuerdo con la revocatoria del Congreso de 1990, que consideraba una medida excesiva y populista. Pese a su salida, Pastrana siguió de cerca el proceso constituyente, llegando a decirle a Semanaː

“Me parece positivo en el sentido de que no se estaba votando salvo en casos excepcionales, con criterio partidista o grupista, sino con el propósito de sacar adelante una Constitución innovadora como marco para unas instituciones modernas”
Misael Pastrana, 1991

### Últimos años
Después de la ANC, Pastrana se retiró de la política, pero impulsó desde el Partido Conservador la candidatura presidencial de su hijo Andrés a la presidencia. Pastrana Arango perdió las elecciones contra el liberal Ernesto Samper, y éste en retaliación, apoyado por su padre y por los medios de comunicación de la familia Gómez, reveló que la campaña de Samper fue infiltrada por dineros del Cartel de Cali, en el escándalo conocido como Proceso 8000.
Años después, fue uno de los jurados Premio Sasakawa del Programa del Medio Ambiente de la Organización de las Naciones Unidas.  Fue a su vez vicepresidente del Premio Mundial de la Paz de la Unesco. Asistió a la Reunión de Río de Janeiro, defendiendo los preceptos de la llamada Agenda 21. En 1997, meses antes de su muerte, asistió a la entrega del Premio Mundial del Medio Ambiente.
Misael Pastrana Borrero murió el 21 de agosto de 1997, en Bogotá, víctima de un derrame cerebral, a los 73 años, falleciendo un año antes de que su hijo Andrés fuera elegido presidente de Colombia, en 1998. Sus restos reposan en la Iglesia de San Ignacio en Bogotá.

## Vida privada

Escudo de Pastrana como caballero de la Orden de Isabel la Católica.

### Orígenes familiares

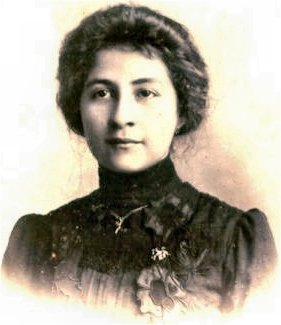
La feminista liberal, Clotilde García Borrero, tía abuela de Pastrana.

Misael Pastrana era miembro de la aristocracia huilense, y es frecuentemente mencionado el parentesco de la familia Pastrana con la nobleza española del siglo XVIII, a raíz que el origen topográfico del nombre familiar viene al parecer del título nobiliario de duques de Pastrana, en España. Misael Pastrana, en todo caso, era hijo del político conservador Misael Pastrana Pastrana, quien fue parlamentario y gobernador del departamento del Huila, y de su esposa, Elisa Borrero Perdomo. Eran sus hermanos Elisa, Hernando, Inés e Irma Pastrana Borrero, siendo Misael el menor de los hijos de la pareja. 
Su madre, por otro lado, era parte de la familia Borrero, poderoso clan del departamento del Huila. Su tío bisabuelo, Tomás Borrero Falla, fue padre del pintor Ricardo Borrero Álvarez, y tío de los hermanos Clotilde (feminista y sufragista), y Joaquín García Borrero (gobernador del departamento del Huila). Clotilde, casada con Carlos Ucrós Durán, hijo de Liborio Durán Borrero (quien era cuñado del expresidente José Hilario López, primo a su vez del prócer Manuel López Borrero), fue madre del político Jaime Ucrós García (cofundador con Alfonso López Michelsen del MRL).
El sacerdote católico Ismael Perdomo Borrero, arzobispo de Bogotá de 1928 a 1950, quien era nieto a su vez del prócer de la independencia Manuel María Borrero Ordóñez, y era sobrino bisnieto del tío trastatarabuelo de Elisa. Los Borrero descendían a su vez del prócer de la independencia Eusebio Borrero Costa, de quien era sobrina María Mercedes Cabal, esposa a su vez del expresidente Manuel María Mallarino (tío de los expresidente Carlos y Jorge Holguín Mallarino).
Otros parientes lejanos suyos han sido importantes personajes en Ecuador, como el expresidente Manuel María Borrero, su primo Manuel Muñoz Borrero, y su tío abuelo el expresidente Antonio Borrero Cortázar.

### Matrimonio y descendencia

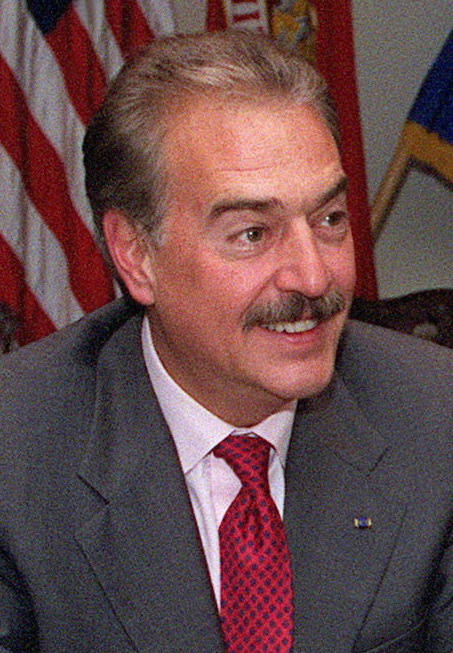
Su segundo hijo Andrés, 2001

El 25 de febrero de 1951, Misael contrajo matrimonio con María Cristina Arango Vega, con quien tuvo a sus 4 hijosː Juan Carlos, Andrés, Jaime y Cristina Pastrana Arango. María Cristina era hija del político liberal Carlos Arango Vélez (cercano ideológicamente a Jorge Eliecer Gaitán), hijo a su vez, del abogado y exministro Carmelo Arango Martínez, uno de los primeros presidentes de la Corte Suprema de Justicia de Colombia.

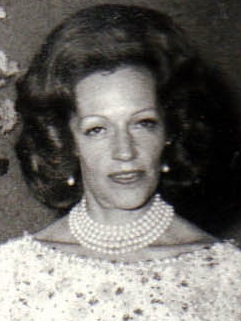
Su esposa, María Cristina, 1973.

María Cristina, por línea materna, era también perteneciente a la aristocracia bogotana, ya que su madre, María "Maruja" Vega Jaramillo, era nieta de Clementina Portocarrero Caicedo, quien hermana del aristócrata y fundador del Jockey Club, Ricardo Portocarrero, tía del exalcalde de Bogotá Julio Portocarrero O'Leary y nieta por un lado de José María Portocarrero, bisnieta del exalcalde de Bogotá Luis Caycedo y Flórez (padre del expresidente Domingo Caycedo), y tataranieta del Marqués de San Jorge, Jorge Miguel Lozano, padre a su vez de Jorge Tadeo Lozano, tercer Marqués de San Jorge de Bogotá y Vizconde de Pastrana, de quienes al parecer descienden los Pastrana de Neiva.
Su hijo mayor, Juan Carlos, nacido en Nueva York, es periodista y fue director del periódico La Prensa, y está casado con Cayetana Valencia Laserna, hermana de la congresista Paloma Valencia y del diplomático Pedro Agustín Valencia, quienes a su vez son nietos por el lado paterno del expresidente Guillermo León Valencia y su esposa Susana López de Valencia; y por el otro del educador Mario Laserna Pinzón, fundador de la Universidad de los Andes. Cuando Misael era gerente de la Caja Agraria en Nueva York, él y su esposa se conocieron con el político liberal Alberto Lleras y su esposa Bertha Puga, con quien entablaron una cercana amistad, a tal punto que los Lleras cuidaban al pequeño Juan Carlos durante las ausencias de sus padres.
Su segundo hijo, Andrés, fue alcalde de Bogotá de 1988 a 1990 y presidente de Colombia de 1998 a 2002. Pastrana Arango es padre de tres hijos, y está casado con la periodista Nohra Puyana, hija del industrial santandereano Eduardo Puyana, y prima segunda del músico Rafael Puyana Michelsen. Los hijos de la pareja son: Santiago, casado con Sabina Nicholls Ospina (hija de la excongresista Ángela Ospina de Nicholls, quien era nieta del expresidente Mariano Ospina Pérez, por un lado, y descendiente del prócer Antonio Baraya y Ricaurte, por el otro; Valentina y Laura Pastrana Puyana.

## Legado

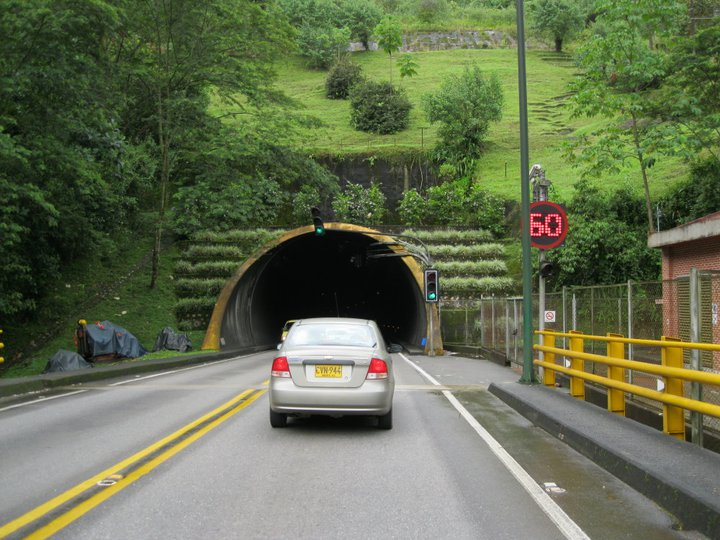
Túnel Misael Pastrana. Foto de agosto de 2011.

Su gestión a favor del medio ambiente fue tal que se creó un premio en su honor en el 2013ː Premio Misael Pastrana Borrero por la ecología. También se creó un Foro ambiental en su honor donde se discuten temas relacionados con la ecología y el desarrollo sostenible. Uno de los jurados del comité que otorgaba anualmente ese galardón fue el mismo Pastrana en vida.

### Homenajes
Su hijo Andrés, entonces presidente de Colombia, inauguró la Clínica Misael Pastrana Borrero, que hoy hace parte del Hospital Mederi, desde el 2008. También se emitió una estampilla de correos en honor a Pastrana Borrero, y se inauguró un túnel topónimo en Villavicencio, camino a la vía Bogotá durante el gobierno de su hijo, en enero de 2002.
En su Neiva natal, por orden del concejo de la ciudad se erigió una estatua de bronce en su honor que fue derribada durante los disturbios por el Paro Nacional en Colombia, el 28 de abril de 2021. En Cúcuta también hay un busto en su honor, esculpido en mármol y realizado por el artista Julián Martínez Mogollón, el cual fue inaugurado el 21 de diciembre de 2000 por su hijo Andrés Pastrana.

## Obras
(Atribuidas y en colaboración)
- La descentralización económica y el desarrollo del Huila (1964)
- 19 de abril de 1970ː El día en que Colombia le dio el adiós definitivo a las dictaduras militaristas y populistas
- La solidaridad social y el desarrollo (1967)
- Sentido y alcance de la segunda reforma constitucional (1968)
- Pastrana: ideas y acción política para la nueva Colombia: el gran impulso (1970)
- Colombia, fiel a la Paz y leal al Derecho (1971)
- El campo y la ciudad en un país nuevo (1972)
- Reflexiones después del poder: antologías, Colombia política, política internacional (1981)
- Colombia, la vocación bipartidista en un siglo de historia (1984)
- Ensayos sobre ecología y política (1987).
- El Partido Social Conservador (1988).
- La verdad y el poder: puntos de vista (1990).
- Desde la última fila (1991) Fundación Simón Bolívar.
- En el umbral de un mundo nuevo (1993).
- Colombia: el girar del péndulo (1994).
- Textos y testimonios en torno al medio ambiente, 1969-1995 (1999).
- Textos y testimonios de académicos (2017), en coautoría
- América Meridional, Independencia de Colombia, Ecuador y Venezuela. A través de campañas y batallas, 1813 - 1823: Colombia (2019), en coautoría.